# Noorwegen op het Eurovisiesongfestival 1967
Noorwegen nam deel aan het Eurovisiesongfestival 1967 in Wenen, Oostenrijk. Het was de 8ste deelname van het land op het Eurovisiesongfestival. De selectie verliep via de jaarlijkse Melodi Grand Prix, waarvan de finale plaatsvond op 25 februari 1967. NRK was verantwoordelijk voor de Noorse bijdrage voor de editie van 1967.

## Melodi Grand Prix
Melodi Grand Prix 1967 werden gehouden in het  Centralteatret in Oslo. 
Het werd gepresenteerd door Jan Voigt. 305 bijdrages werden bij NRK ingestuurd. De liedjes werden twee keer gezongen: een keer met een klein combo en een keer met een groot orkest. Kirsti Sparboe werd de winnares. Ze won de wedstrijd voor de tweede keer.
| Startplaats | Combo          | Orkest            | Lied                      | Punten | Plaats |
| ----------- | -------------- | ----------------- | ------------------------- | ------ | ------ |
| 1           | Laila Granum   | Bente Aaseth      | "Shake"                   | 14     | 2      |
| 2           | Torill Ravnås  | Kirsti Sparboe    | "Dukkemann"               | 24     | 1      |
| 3           | Randi & Torill | Kari & Iva Medaas | "Jeg vet om en gut/jente" | 1      | 5      |
| 4           | Karin Krogh    | Per Asplin        | "Veslefrikk"              | 5      | 4      |
| 5           | Torill Støa    | Solfrid Heier     | "Skitur"                  | 6      | 3      |

## Stemming
Er stemden negen regionale jury's. De jury's waren verspreid over heel Noorwegen.
|                    | Tromsø | Bodø | Trondheim | Ålesund | Bergen | Stavanger | Kr.sand | Hamar | Fredrikstad | Oslo | Resultaat |
| ------------------ | ------ | ---- | --------- | ------- | ------ | --------- | ------- | ----- | ----------- | ---- | --------- |
| Shake              | 1      | 1    | 1         | 0       | 1      | 3         | 3       | 1     | 3           | 0    | 14        |
| Dukkemann          | 2      | 2    | 1         | 5       | 3      | 1         | 2       | 3     | 2           | 3    | 24        |
| Jeg vet om en gutt | 0      | 0    | 1         | 0       | 0      | 0         | 0       | 0     | 0           | 1    | 2         |
| Veslefrikk         | 2      | 0    | 0         | 0       | 1      | 1         | 0       | 1     | 0           | 0    | 5         |
| Skitur             | 0      | 2    | 2         | 0       | 0      | 0         | 0       | 0     | 0           | 2    | 6         |

1960 · 1961 · 1962 · 1963 · 1964 · 1965 · 1966 · 1967 · 1968 · 1969 · 1970 · 1971 · 1972 · 1973 · 1974 · 1975 · 1976 · 1977 · 1978 · 1979 · 1980 · 1981 · 1982 · 1983 · 1984 · 1985 · 1986 · 1987 · 1988 · 1989 · 1990 · 1991 · 1992 · 1993 · 1994 · 1995 · 1996 · 1997 · 1998 · 1999 · 2000 · 2001 · 2002 · 2003 · 2004 · 2005 · 2006 · 2007 · 2008 · 2009 · 2010 · 2011 · 2012 · 2013 · 2014 · 2015 · 2016 · 2017 · 2018 · 2019 · 2020 · 2021 · 2022 · 2023 · 2024 · 2025